# Меньшиков Федір Дмитрович
Федір Дмитрович Меньшиков (травень 1901, село Козьминське Сольвичегодського повіту Вологодської губернії, тепер Вологодської області, Російська Федерація — липень 1942, район мису Херсонес Кримської АРСР, тепер Автономна Республіка Крим) — радянський партійний діяч, секретар Кримського обласного комітету ВКП(б), член ВЦВК.

## Життєпис
Народився в родині селянина-середняка. У 1914 році закінчив двохкласне початкове училище в селі Алєксєєвське Сольвичегодського повіту. Потім навчався в школі ІІ ступеня міста Сольвичегодська. У 1918 році вступив до комсомолу.
Член РКП(б) з червня 1920 року.
У червні 1920 — вересні 1922 року — червоноармієць-доброволець і політичний керівник роти 4-го окремого запасного полку і 131-го запасного полку РСЧА на Південно-Західному фронті.
У вересні 1922 — липні 1923 року — слухач радянсько-партійної школи ІІ ступеня в місті Архангельську.
З липня по жовтень 1923 року — політичний керівник взводу конвойної команди ОДПУ в Архангельську.
У жовтні 1923 — вересні 1925 року — помічник коменданта із політичної частини прикордонної комендатури ОДПУ в Кронштадті. У вересні 1925 — лютому 1927 року — помічник коменданта із політичної частини окремої прикордонної комендатури ОДПУ в Архангельську.
У лютому 1927 — жовтні 1928 року — слухач Вищої прикордонної школи ОДПУ в Москві, закінчив перший курс.
У жовтні 1928 — вересні 1929 року — голова правління артілі Української хлібної промисловості.
У вересні 1929 — липні 1930 року — інспектор організаційного відділу Народного комісаріату охорони здоров'я РРФСР.
У липні 1930 — січні 1931 року — завідувач відділу економіки праці Всесоюзного державного тресту свинарських радгоспів «Свинартрест».
У січні — жовтні 1931 року — заступник завідувача відділу кадрів Комуністичної академії в Москві.
З жовтня 1931 по серпень 1932 року — слухач історико-партійного Інституту червоної професури в Москві.
У серпні 1932 — вересні 1935 року — член пропагандистської групи ЦК ВКП(б) у Маймаксанському районі Північного краю.
З вересня 1935 по липень 1937 року — слухач історико-партійного Інституту червоної професури в Москві.
У липні 1937 — січні 1939 року — помічник завідувача відділу партійної пропаганди і агітації (відділу пропаганди і агітації) ЦК ВКП(б). У січні — серпні 1939 року — завідувач сектора інформації і обліку відділу пропаганди і агітації ЦК ВКП(б), Управління агітації і пропаганди ЦК ВКП(б). У серпні 1939 — жовтні 1940 року — заступник завідувача відділу пропаганди Управління агітації і пропаганди ЦК ВКП(б). Одночасно, з листопада 1939 по жовтень 1940 року викладав історію ВКП(б) у Вищій партійній школі при ЦК ВКП(б).
У жовтні 1940 (офіційно в січні 1941) — липні 1942 року — секретар Кримського обласного комітету ВКП(б) із пропаганди та агітації. Учасник оборони Севастополя під час німецько-радянської війни, очолював пропагандистську групу Кримського обласного комітету ВКП(б).
У липні 1942 року потрапив в оточення. За деякими даними, застрелився в районі миса Херсонес Кримської АРСР. Партійні документи були погашені в квітні 1945 року.